# Les Groseillers

Les Groseillers este o comună în departamentul Deux-Sèvres, Franța. În 2009 avea o populație de 73 de locuitori.